# Kim Christiansen (Snowboarder)
Kim Christiansen (* 8. Mai 1976 in Drammen) ist ein norwegischer Snowboarder, der als Freestyler hauptsächlich in der Disziplin Halfpipe und später auch im Slopestyle aktiv war.

## Werdegang
Kim Christiansen begann früh mit dem Snowboardsport und entschied sich mit sechzehn, Snowboard-Profi zu werden. Er hatte seinen ersten internationalen Auftritt bei den Snowboard-Weltmeisterschaften 1997 in Innichen mit einem dreizehnten Platz. Bis dahin hatte er noch an keinem Rennen im FIS-Weltcup teilgenommen. Im Weltcup debütierte er im November desselben Jahres in Tignes auf Rang sieben. Bereits im folgenden Januar schaffte er seinen ersten und einzigen Sieg, wieder in Innichen, direkt gefolgt von einem zweiten Platz am nächsten Tag. Zusammen mit einem weiteren Platz in den Punkten (Rang 17) in Whistler reichten insgesamt 2300 Punkte für den dritten Platz im Disziplinweltcup Halfpipe der Saison 1997/1998 und bedeuteten Platz 30 im Gesamtweltcup. Dies blieben seine besten Resultate in den Gesamtwertungen des Weltcups.
Bei den Premierenwettbewerben im Snowboard bei Olympischen Spielen in Nagano 1998 nahm er als einer von vier Norwegern – die anderen waren Daniel Franck, Klas Vangen und Roger Hjelmstadstuen – im Bewerb Halfpipe teil. Er belegte den 20. Platz unter 36 Startern, es gewann Gian Simmen aus der Schweiz vor seinem Landsmann Franck.
Nach einer schweren Verletzung startete Christiansen in der Saison 1999 bei ISF-Rennen und -Weltmeisterschaften. In der Qualifikation für die Halfpipe der Snowboard-Weltmeisterschaft 1999 in Val di Sole belegte er den zweiten Platz, konnte sich aber im Finale nur als 16. und Letzter platzieren.
Wegen der Qualifikation für die Olympischen Spiele kam er im Januar 2001 wieder in den FIS-Weltcup und meldete sich mit einem vierten Rang in Kronplatz in der Spitze zurück. Sein nächstes Rennen – bei der Weltmeisterschaft – gewann er und es wurde zugleich der größte Erfolg seiner Karriere, er wurde Weltmeister 2001 in der Halfpipe.
Im Weltcup der Saison 2002 absolvierte Christiansen nur zwei FIS-Rennen, wobei er einmal Dritter wurde. Im Februar war er wieder Mitglied der norwegischen Olympiamannschaft. Diesmal wurde er als zweitbester Norweger Vierzehnter, seine beste Platzierung bei Olympischen Spielen. 
Erst in der Saison 2003/2004 war Christiansen wieder im Weltcup aktiv, am Ende der Saison standen zwei Top-Ten-Platzierungen und Platz 23 im Disziplinweltcup zu Buche. Die folgende Saison begann für ihn mit einem Podestplatz als Dritter beim Weltcup in Saas-Fee. Diese Platzierung wiederholte er im Januar in Whistler bei den Weltmeisterschaften 2005. Es blieben seine letzten großen Erfolge, er konnte sich nur noch einmal bei einem Rennen des Nor-Am Cups unter den besten zehn platzieren. Sein einziges Rennen 2006 war der Halfpipe-Wettbewerb bei den Olympischen Spielen 2006 in Bardonecchia, als 41. konnte er nicht an vorherige Resultate anknüpfen.
In der Ticket to Ride World Snowboard Tour trat Christiansen seit 2003 bei insgesamt fünf Rennen an. Dabei gelangen ihm im Slopestyle zwei achte Plätze. In der Halfpipe und der Quarterpipe konnte er sich unter den besten zwanzig platzieren. Er organisiert selbst Rennen als Qualifikation für die Ticket to Ride World Tour. Dabei startete er auch im Slopestyle und konnte einen Sieg erzielen.
Er veranstaltet sogenannte „Old-Boys“ Snowboard-Wettbewerbe und -Meisterschaften, bei denen er selbst antritt, so gewann er 2008 beispielsweise ein Rennen auf der Buckelpiste. Zusammen mit Terje Håkonsen organisierte er Ende 2004 eine Snowboardveranstaltung zugunsten der Tsunami-Opfer am Indischen Ozean.

## Erfolge
- 1. Platz Weltmeisterschaft Halfpipe 2001 in Madonna di Campiglio
- 3. Platz Weltmeisterschaft Halfpipe 2005 in Whistler Mountain
- Sieg beim Weltcup in Innichen am 16. Januar 1998